# Слов'янський легіон
Слов'янський легіон — військовий підрозділ, сформований з козаків в Османській імперії; діяв у  Кримській війні на боці союзних сил проти Росії.

## Історія
Створення регулярних козацьких підрозділів в османському війську в період Кримської війни — заслуга  Михайла Чайковського (що був у той час підданим султана Абдул-Меджида I під ім'ям Садик-паша). Ще на початку 1850-х Чайковський почав переговори з османським урядом про формування козацьких загонів. Вже в 1851 році з'являються перші «козак-алай».
У 1853 році, з початком Кримської війни, Садик-паша був призваний до лав османської діючої армії та призначений начальником всього козацького населення Османської імперії. Він сформував зі слов'ян-християн, переважно  задунайських (колишніх запорозьких) козаків, козачий полк за регулярним зразком (за різними оцінками чисельність становила від 1 400 осіб), що отримав згодом назву «Слов'янського легіону». Полк був стройовим, для козаків були закуплені арабські скакуни, в якості мови команд використовувалася українська мова. З  Константинополя були привезені козачі прапори  Запорізької Січі, і вже 23 січня 1854 османські козаки склали присягу, а Садик-паша отримав від султана Абдул-Меджида I титул «Міріан-паша» (кошовий отаман). Відразу після присяги полк виступив до Шумли. Після боїв при Джурджу та Фратешті в лютому 1854 році Слов'янський легіон по п'ятах відступаючої російської армії увійшов у Бухарест і займав це місто протягом 15 днів, до прибуття військ  Омер-паші. На початок березня козачі загони зайняли позиції на річці Прут, готуючись до боїв з російськими. Під тиском Австрії, яка бажала закінчення війни, султан віддав наказ про відведення військ, і козакам не довелося брати участі в безпосередніх боях з російськими військами. Пізніше козаки та некрасовці були послані в  Добруджу для боротьби з антиосманським рухом.
Після укладення Паризького миру козачий полк, в нагороду за службу, внесений до списку регулярних полків османської армії (Нізам-і Джедід). Протягом двох наступних років козаки боролися з православними грецькими повстанцями в Фессалії й Епірі, звідки полк був переведений в обсерваційний табір в  Косово, а в 1862 році знову відправлений на кордони Греції з нагоди революції, що скинула короля Оттона I.